# Estados Confederados de América
Los Estados Confederados de América (en inglés: Confederate States of America; acrónimo: CSA), también llamados la Confederación o Estados Confederados, fue un país formado por algunos estados del sur de los Estados Unidos que existió entre 1861 y 1865 en el marco de la guerra de Secesión. 
La Confederación se formó originalmente con siete estados secesionistas de Estados Unidos, donde era legal tener esclavos: Carolina del Sur, Misisipi, Florida, Alabama, Georgia, Luisiana y Texas, en la región sur de Estados Unidos, cuya economía dependía en gran medida de la agricultura, particularmente del algodón y de un sistema de plantación que necesitaba del trabajo de los esclavos negros.
El gobierno confederado extendió su autoridad sobre un territorio de 1 995 392 km² y una población de 9 103 332 habitantes, de los que 3 521 110 eran esclavos, según un censo de 1860.
Con la convicción de que la supremacía blanca y la institución de la esclavitud estaban amenazadas por el candidato republicano a la presidencia Abraham Lincoln —aspirante al cargo en la elección de noviembre de 1860—, que se postulaba con un programa que se oponía a la expansión de la esclavitud en los territorios occidentales, la Confederación declaró su secesión de los Estados Unidos; los estados restantes se conocieron como la Unión durante la guerra civil que siguió. 
En el que más tarde se denominó el «Discurso de la piedra angular», el vicepresidente de la Confederación Alexander Stephens declaró que la «piedra angular» del nuevo gobierno y en la que se apoyaba, «era la gran verdad de que el negro no es igual al hombre blanco, esta esclavitud, subordinación a una raza superior, es su natural y normal condición. Nuestro nuevo gobierno es el primero, en la historia del mundo, basado sobre esta gran verdad física, filosófica y moral».
Antes de que Lincoln asumiera la presidencia de los Estados Unidos en marzo, en febrero de 1861 se estableció un nuevo gobierno confederado, que el de los Estados Unidos consideró ilegal. Los estados ofrecieron como voluntarios a milicianos y el nuevo gobierno se apresuró a formar su propio Ejército de los Estados Confederados. Después de que la guerra de Secesión comenzara en abril, cuatro estados esclavistas del sur —Virginia, Arkansas, Tennessee y Carolina del Norte— también se separaron y se unieron a la Confederación. 
Más tarde, la Confederación aceptó a Misuri y Kentucky, aunque ni estos declararon oficialmente la secesión ni fueron controlados en gran medida por las fuerzas confederadas; fuerzas confederadas lo intentaron, pero fueron expulsadas de ellos. El gobierno de los Estados Unidos (la Unión) rechazó los reclamos de secesión, considerándolos ilegítimos.
La guerra comenzó el 12 de abril de 1861, cuando los confederados atacaron Fort Sumter, un fuerte de la Unión en el puerto de Charleston, Carolina del Sur. 
Ningún gobierno extranjero reconoció oficialmente a la Confederación como país, aunque Reino Unido y Francia le otorgaron el estatus de beligerante, lo que permitió a los agentes confederados contratar con empresas privadas de armas y otros suministros. 
A principios de 1865, después de cuatro años de intensos combates que causaron entre seiscientos veinte mil y ochocientos mil muertos militares, las fuerzas confederadas se rindieron. La guerra careció de final oficial: casi todas las fuerzas confederadas se habían visto obligadas a rendirse o se habían disuelto deliberadamente a fines de 1865, momento en el cual la disminución de la mano de obra y los recursos de la Confederación enfrentaban dificultades abrumadoras. Jefferson Davis, el presidente de los Estados Confederados durante la guerra civil, lamentó que la Confederación hubiera «desaparecido».

## Historia

### Causas de la secesión
El catalizador inmediato de la secesión fue la victoria del Partido Republicano y la elección de Abraham Lincoln como presidente en las elecciones de 1860. El historiador estadounidense de la Guerra Civil, James M. McPherson, sugirió que para los sureños, la característica más negativa de las victorias republicanas en las elecciones presidenciales y del Congreso de 1860 fue la magnitud de esas victorias: los republicanos capturaron más del 60 % del voto del Norte y tres cuartos de sus delegaciones del Congreso. La prensa sureña dijo que tales republicanos representaban la porción antiesclavista del Norte, «un partido fundado en el sentimiento único... de odio a la esclavitud africana», y ahora el poder de control en los asuntos nacionales. El «Partido Republicano Negro» podría abrumar a los conservadores yanquis. El periódico The New Orleans Delta dijo de los republicanos: «de hecho, es esencialmente un partido revolucionario» para derrocar la esclavitud.
Para 1860, los desacuerdos seccionales entre el Norte y el Sur se relacionaban principalmente con el mantenimiento o la expansión de la esclavitud en los Estados Unidos. El historiador Drew Gilpin Faust observó que «los líderes del movimiento de secesión en el Sur mencionaron la esclavitud como la razón más convincente para la independencia del sur». Aunque la mayoría de los sureños blancos no poseían esclavos, la mayoría apoyaba la institución de la esclavitud y se beneficiaba indirectamente de la sociedad de esclavos. Para los yeomen en dificultades y los agricultores de subsistencia, la sociedad de esclavos proporcionó una gran clase de personas clasificadas más abajo en la escala social que ellas. Diferencias secundarias relacionadas con temas de libertad de expresión, esclavos fugitivos, expansión a Cuba y derechos de los estados.
En el que más tarde vino a ser conocido como el «Discurso de la piedra angular», el vicepresidente de la Confederación Alexander Stephens declaró que la «piedra angular» del nuevo gobierno, y en el que se apoyaba, «era la gran verdad de que el negro no es igual al hombre blanco, esta esclavitud, subordinación a una raza superior, es su natural y normal condición. Nuestro nuevo gobierno es el primero, en la historia del mundo, basado sobre esta gran verdad física, filosófica y moral». Cuatro de los estados separados, los estados del sur profundo, Carolina del Sur, Misisipi, Georgia, y Texas, hicieron declaraciones formales de sus motivaciones donde identificaron a la amenaza sobre los derechos de los poseedores de esclavos como la causa mayor de la secesión. Georgia, adicionalmente, denunció una política federal que favorecía los intereses económicos del norte frente a los del sur.
El vicepresidente de la Confederación, Alexander Stephens, declaró cómo la nueva Constitución eliminaba las tarifas y la cláusula de comercio (Commerce Clause, artículo de la Constitución que otorgaba la exclusividad al Gobierno federal de comerciar con Estados extranjeros), quitando, de este modo, poder al Congreso para regular cualquier aspecto comercial. Stephens creía que un nuevo país tendría una clara delimitación entre las responsabilidades federales y estatales, y llevó a una posición similar a esta a Carolina del Sur durante la «Crisis de la Anulación» (Nullification Crisis) donde mantenía que el Gobierno federal no debía pagar las construcciones e infraestructuras internas de los estados.
El presidente de los Estados Confederados, Jefferson Davis declaró en un mensaje al Congreso Confederado el 29 de abril de 1861 que los motivos de la secesión del Sur era tanto la esclavitud como la política de tarifas del país.
Algunos líderes religiosos del sur enarbolaban en sus sermones las causas de la secesión. Benjamin M. Palmer (1818-1902), pastor de la principal Iglesia Presbiteriana de Nueva Orleans, exclamaba su apoyo a favor de la secesión en un sermón del día de Acción de Gracias en 1860, argumentando que los sureños blancos tenían el derecho y la obligación de mantener la esclavitud en pro de una autoprotección económica y social. También, para actuar como «guardianes» de los «afectuosos y leales» aunque «desamparados» negros, para salvaguardar sus intereses económicos, y para actuar como defensores de la religión contra el «ateísmo» abolicionista. Este sermón fue ampliamente difundido a través de los templos religiosos.

### Estados secesionados

Mapa político de los Estados Confederados de América.

En febrero de 1861 ya se habían separado siete estados:
- Carolina del Sur (20 de diciembre de 1860).[21]
- Misisipi (9 de enero de 1861).[22]
- Florida (10 de enero de 1861).[23]
- Alabama (11 de enero de 1861).[24]
- Georgia (19 de enero de 1861).[25]
- Luisiana (26 de enero de 1861).[26]
- Texas (1 de febrero de 1861).[27]

Después de que Lincoln llamara a tropas, cuatro estados más se secesionaron:
- Virginia (17 de abril de 1861),[28] esta decisión provocó la división de Virginia en dos estados, Virginia y Virginia Occidental. Esta última permanecería fiel a la Unión.
- Arkansas (6 de mayo de 1861).[29]
- Carolina del Norte (20 de mayo de 1861).[30]
- Tennessee (8 de junio de 1861).[31][32]

Dos estados más estaban controlados por gobiernos que apoyaban la Unión, pero existieron grupos a favor de la Confederación que proclamaron la secesión. La Confederación los admitió como Estados miembros aunque nunca fueron controlados por la misma. Estos dos estados fueron los siguientes:
- Misuri: un grupo reclamó la escisión el 31 de octubre de 1861, pero esta no se realizó de forma efectiva.[33][34]
- Kentucky: tampoco llegó a producirse una secesión efectiva, aunque un grupo no electo la proclamó el 20 de noviembre de 1861.[35][36]

Ambos estados permitieron la esclavitud y tenían condados donde influenciaba ampliamente el pensamiento unionista y el confederado, incluso existían varios esclavistas que eran favorables a la Unión.

### Alzamiento y caída de la Confederación

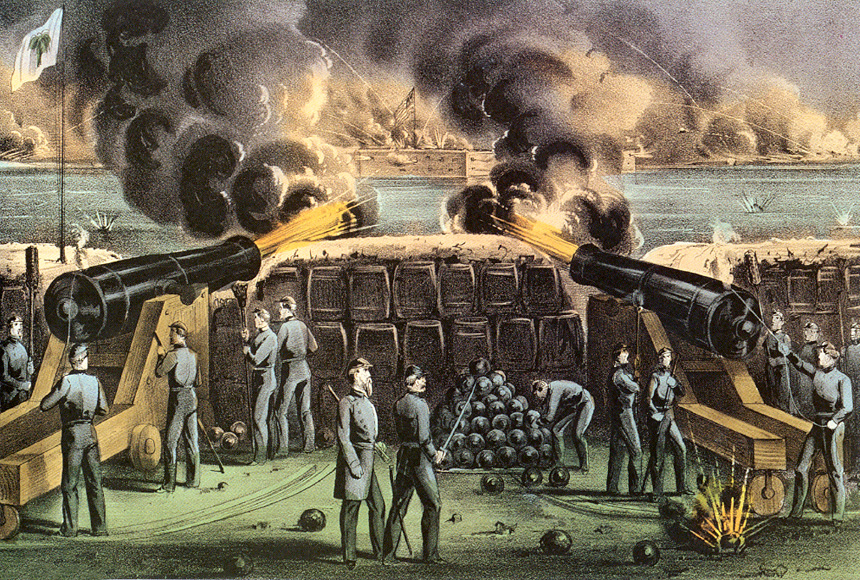
Bombardeo de Fort Sumter. Marca el estallido de la guerra civil.

La guerra civil estadounidense estalló en abril de 1861 con la batalla de Fort Sumter en Charleston, Carolina del Sur. Las tropas federales de los EE. UU. se habían retirado a Fort Sumter poco después de que Carolina del Sur declarara su secesión. El presidente en funciones de la Unión, James Buchanan, había intentado aprovisionar a las fuerzas de Sumter enviando el buque Estrella del Oeste, pero las fuerzas confederadas abrieron fuego sobre él, consiguiendo al menos alejarlo de su destino. Cuando Abraham Lincoln llegó a la presidencia también intentó procurar suministros a Sumter. Lincoln notificó al gobernador de Carolina del Sur, Francis W. Pickens, que «un intento de abastecer a Fort Sumter exclusivamente de provisiones será realizado, y si ese intento no encontrara resistencia, no se hará ningún esfuerzo para abastecerlos de hombres, armas, o munición sin aviso previo, [excepto] en el caso de un ataque al fuerte». En respuesta, el gabinete de la Confederación decide en una reunión en Montgomery abrir fuego contra Fort Sumter en un intento de forzarlo a rendirse antes de que llegara la flota con relevos. El 12 de abril de 1861, las tropas confederadas, siguiendo órdenes de Davis y su Secretaría de Guerra, abrieron fuego sobre las tropas federales forzando la entrega del fuerte y ocupándolo.

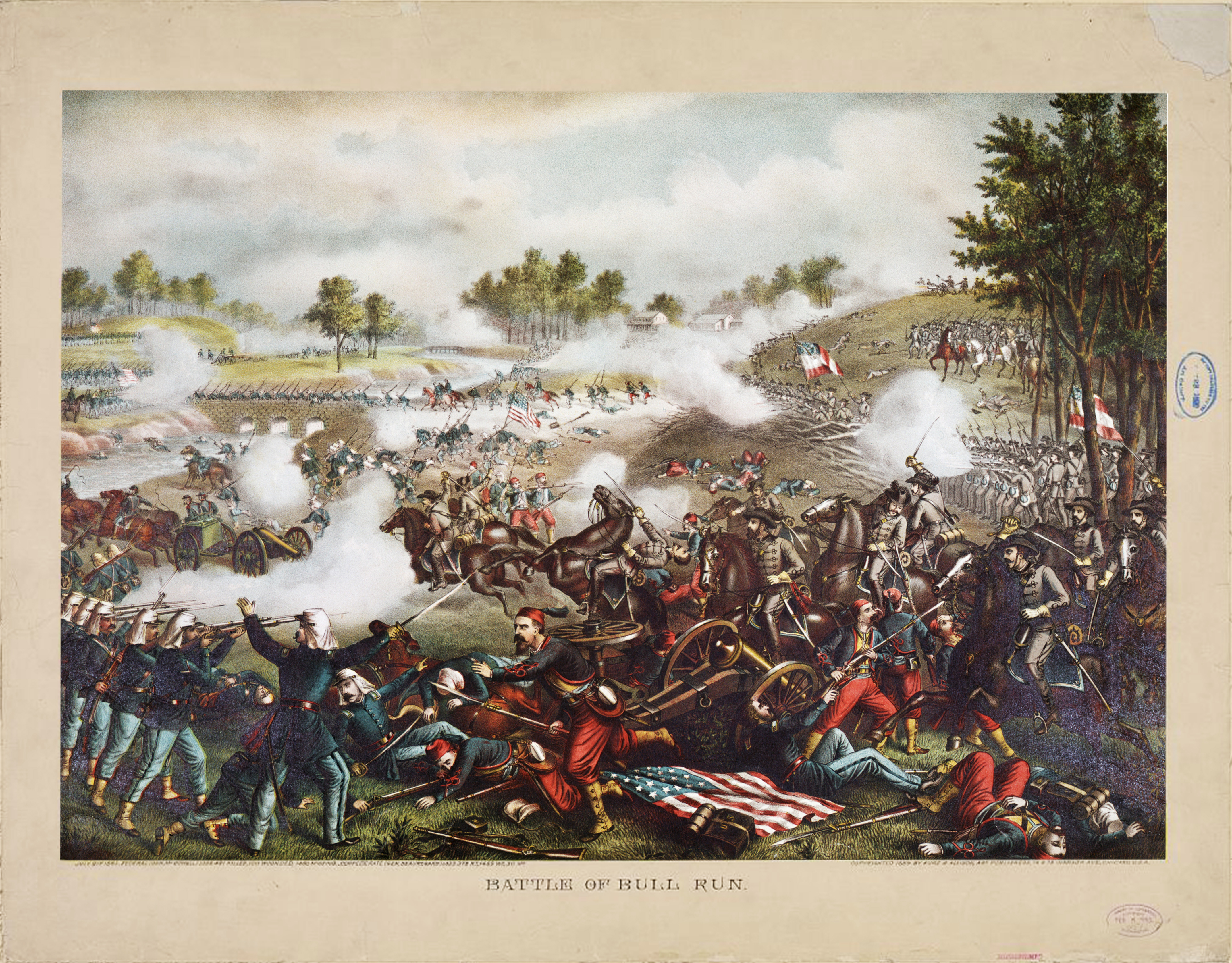
Primera batalla de Bull Run.

Después de la batalla de Fort Sumter, Lincoln instó a los restantes estados de la Unión a que enviaran tropas para recuperar Sumter, además de otros fuertes y establecimientos aduaneros en el sur y que los confederados habían reclamado, algunos de ellos por la fuerza. Esta petición se realizó antes de que el Congreso tuviera competencias acerca de esta materia y el requerimiento fue realizado por el Departamento de Guerra. Los voluntarios fueron llamados únicamente para un periodo de tres meses. La exigencia de tropas de Lincoln dio lugar a que cuatro estados más votaran su secesión, prefiriendo esto antes que aportar tropas a la Unión. Virginia, Arkansas, Tennessee y Carolina del Norte se separaron haciendo un total de once estados en la Confederación. Una vez que Virginia se integrara a los Estados Confederados, la capital fue trasladada desde Montgomery (Alabama) a Richmond (Virginia). Si exceptuamos unas pocas batallas, todas las demás tuvieron lugar en territorio confederado. Alexander H. Stephens aseguró que la tentativa de Lincoln de reabastecer Sumter había provocado la guerra.
Kentucky fue un estado fronterizo durante la guerra y, durante un tiempo, tuvo dos gobiernos, uno que defendía la causa de la Confederación y otro que defendía la de la Unión. El gobierno original permaneció apoyando a la Unión, tras un corto período en la neutralidad, pero una facción rival al gobierno de ese estado proclamó la integración en los Estados Confederados de América. Pese a todo esto, los confederados no llegaron a controlar el estado de Kentucky de forma efectiva. Una situación más compleja es la que acompaña la secesión de Misuri, en cualquier caso, la Confederación consideraba a Misuri miembro de los Estados Confederados pese a no controlar el territorio de dicho estado. De esta forma, el número de estados confederados podrían ser trece si contamos Kentucky y Misuri. Una versión de la bandera confederada posterior mostraría trece estrellas, reflejando la reclamación sobre estos dos estados.

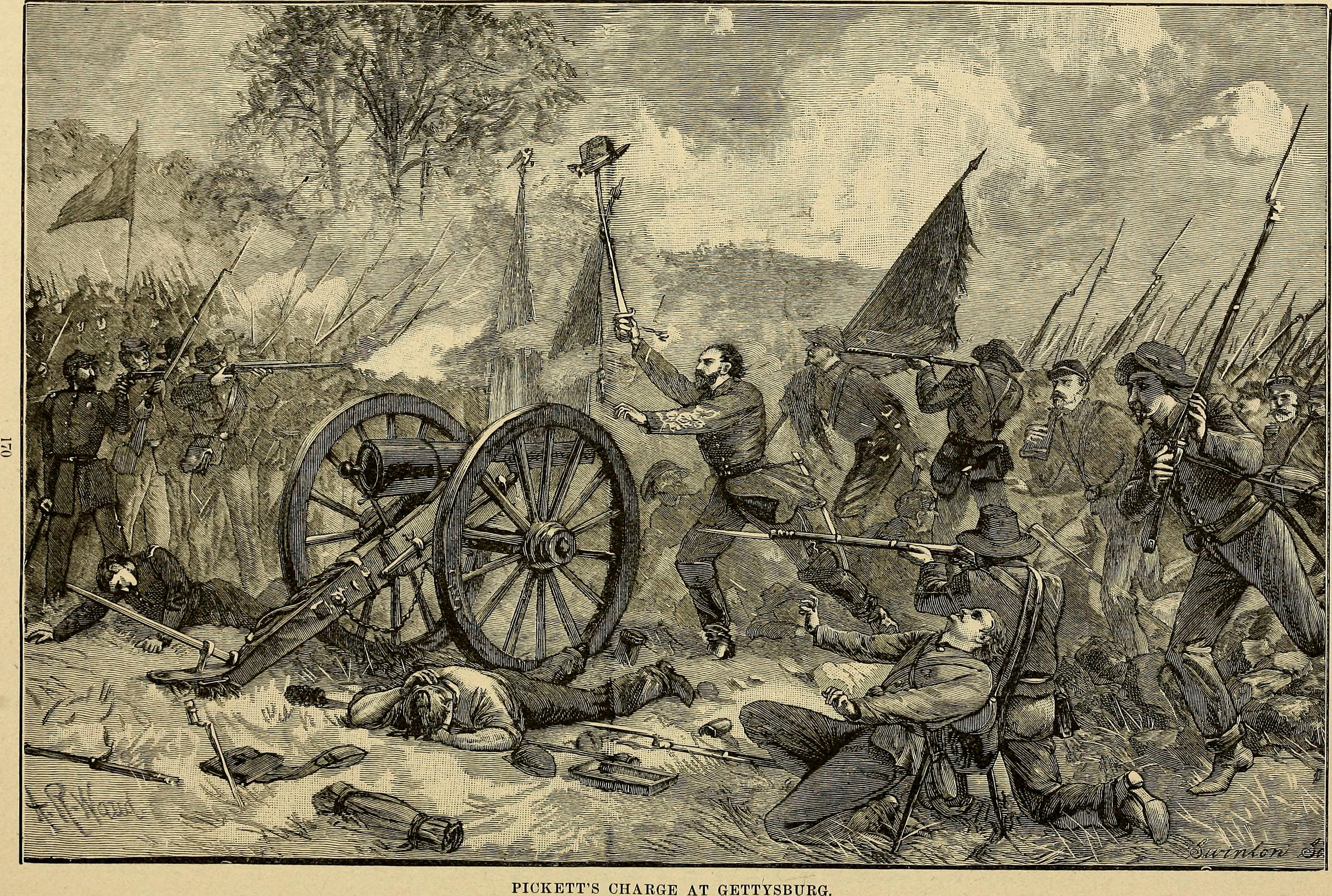
Batalla de Gettysburg. El punto álgido de la guerra de secesión.

Los gobiernos de las cinco tribus del Territorio Indio, que se convertiría en Oklahoma en 1907, apoyaron principalmente a los Confederados, suministrando tropas y un oficial general. Fue representado en el Congreso Confederado a partir de 1863 por Elias Cornelius Boudinot, por parte de los cheroquis, y Samuel Benton Callahn por parte de los pueblos seminolas y creek.

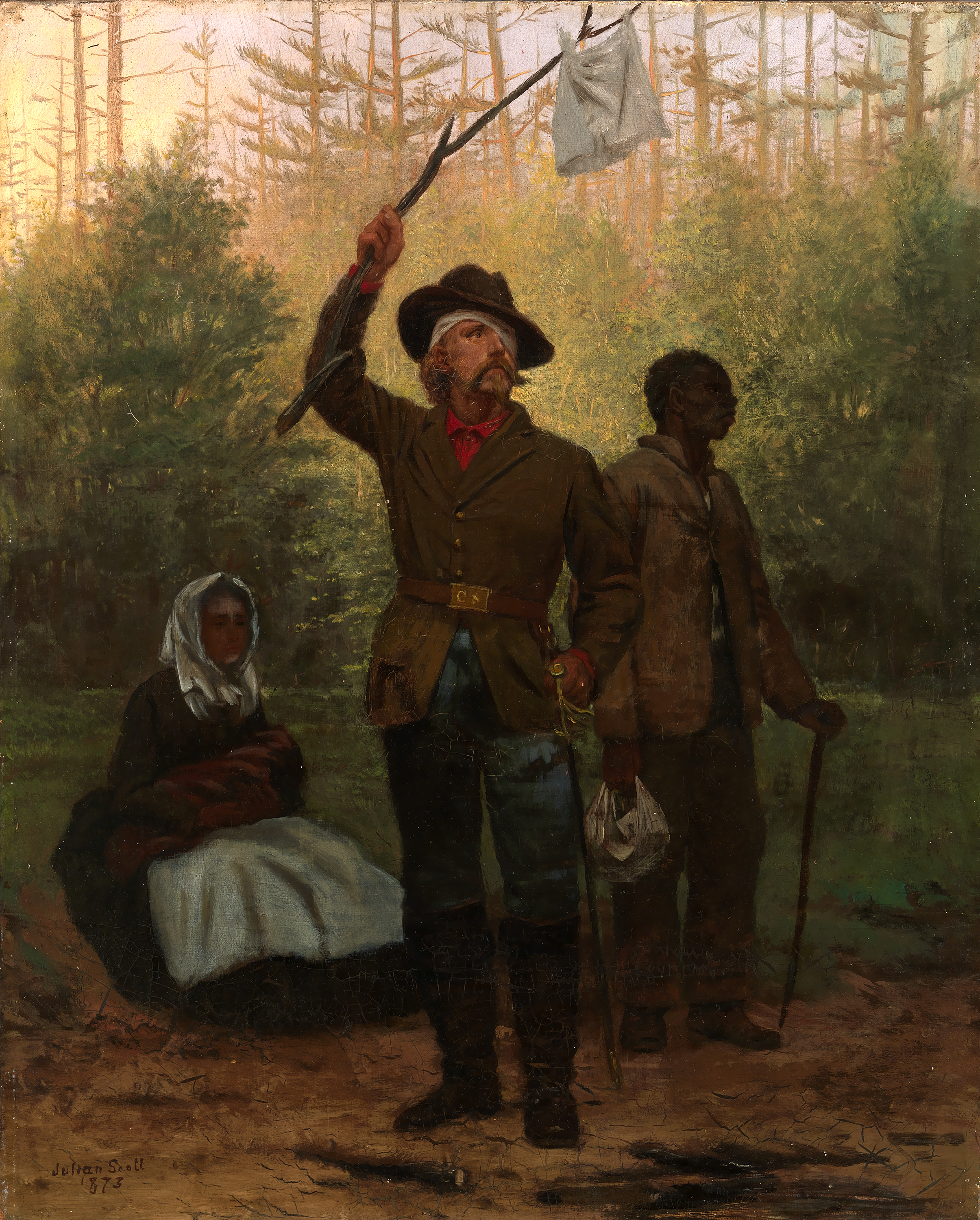
Rendición de un soldado confederado, de Julian Scott.

Los ciudadanos de Mesilla y Tucson en la parte sur del Territorio de Nuevo México formaron una convención para la secesión, votaron la integración en la Confederación el 16 de marzo de 1861 y designaron a Lewis Owings como nuevo gobernador territorial. En julio, Mesilla requirió a las tropas confederadas a que se desplazaran de El Paso, Texas. Estas acudieron bajo el mando del teniente coronel John Baylor y su objetivo era ayudar a eliminar una división del ejército de la Unión que, bajo las órdenes del mayor Isaac Lynde, fueron emplazados muy cerca de ese lugar. Los confederados derrotaron a Linde en la batalla de Mesilla el 27 de julio. Tras la batalla, Baylor estableció un gobierno territorial para el Territorio de Arizona controlado por los confederados y se nombró a sí mismo gobernador. En 1862, fue lanzada una campaña sobre Nuevo México bajo las órdenes del general Henry Hopkins Sibley para tomar la mitad norte de Nuevo México. Aunque los confederados ocuparon brevemente la capital territorial de Santa Fe, fueron derrotados en el puerto de la Glorieta en marzo. Las tropas se retiraron y no volvieron a tomar Santa Fe.

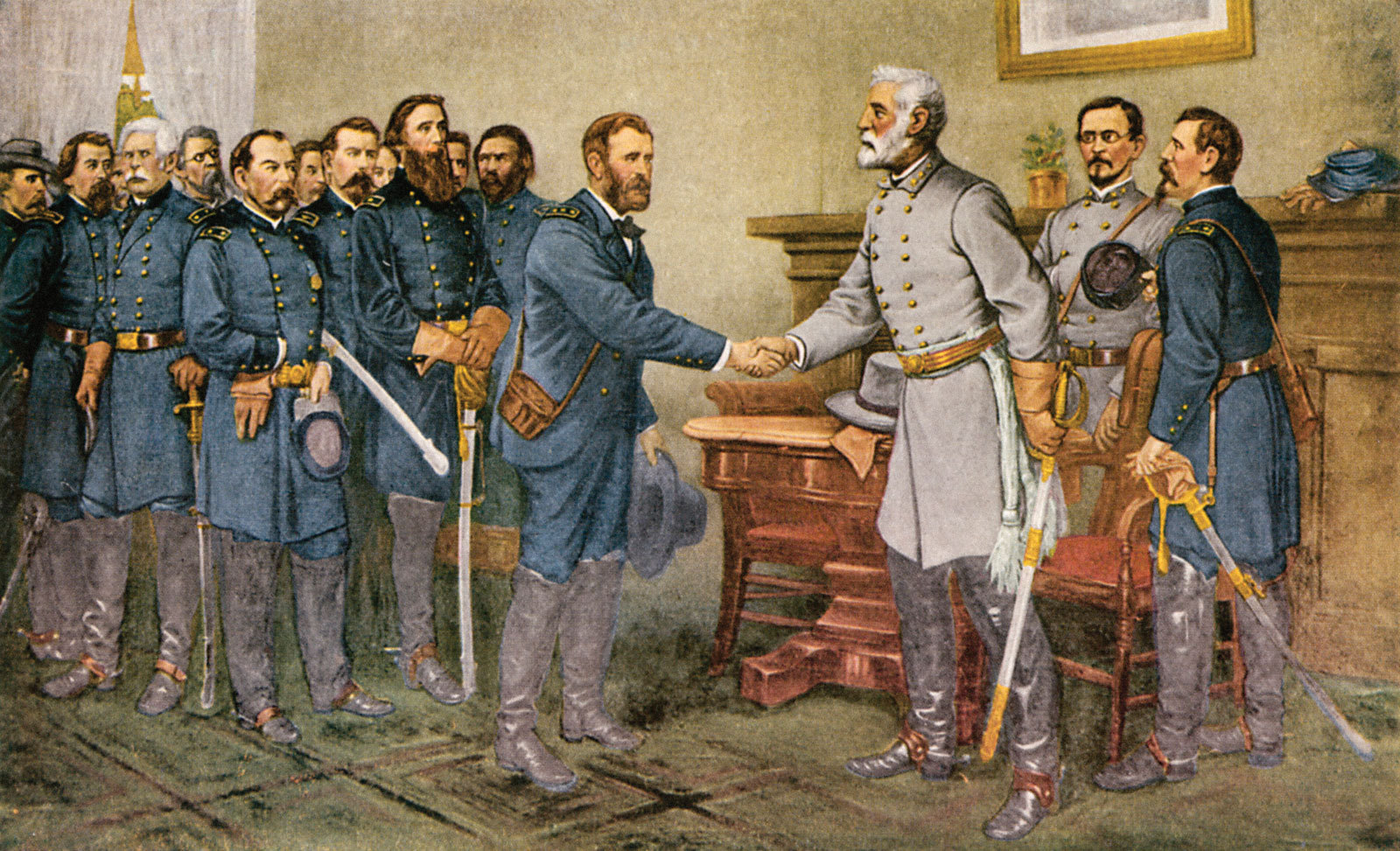
Rendición en Appomattox.

Los estados esclavistas situados en el norte de la Confederación (Misuri, Kentucky, Maryland, Delaware y Virginia Occidental) eran territorio en disputa, pero la Unión ganó su control antes de 1862. En 1861, la ley marcial fue declarada en Maryland (estado que limita con la capital de Estados Unidos, Washington, D. C., en la mayoría de su perímetro) para bloquear cualquier tentativa de secesión. Delaware, también un estado esclavista, nunca consideró la secesión, tampoco Washington D. C. En 1861, el poder legislativo unionista de Wheeling, escindido de Virginia, reivindicó cuarenta y ocho condados de este estado, y se integró en los Estados Unidos en 1863 como el estado de Virginia Occidental y con una Constitución que suprimió de forma gradual la esclavitud.
Las tentativas de separación de los Estados Confederados de América de algunos condados en el este de Tennessee fueron abortados de forma inmediata cuando la Confederación declaró la ley marcial. La rendición del ejército de Virginia del Norte por el general Robert E. Lee en el Palacio de Justicia de Appomattox el 9 de abril de 1865, está considerada, de forma general, el final de los Estados Confederados. El presidente Davis fue capturado en Irwinville (Condado de Irwin), Georgia, el 10 de mayo, y el resto de fuerzas confederadas se rindió en junio de 1865. La última bandera de la Confederación fue arriada de Shenandoah el 6 de noviembre de 1865.

## Gobierno y política

### Constitución

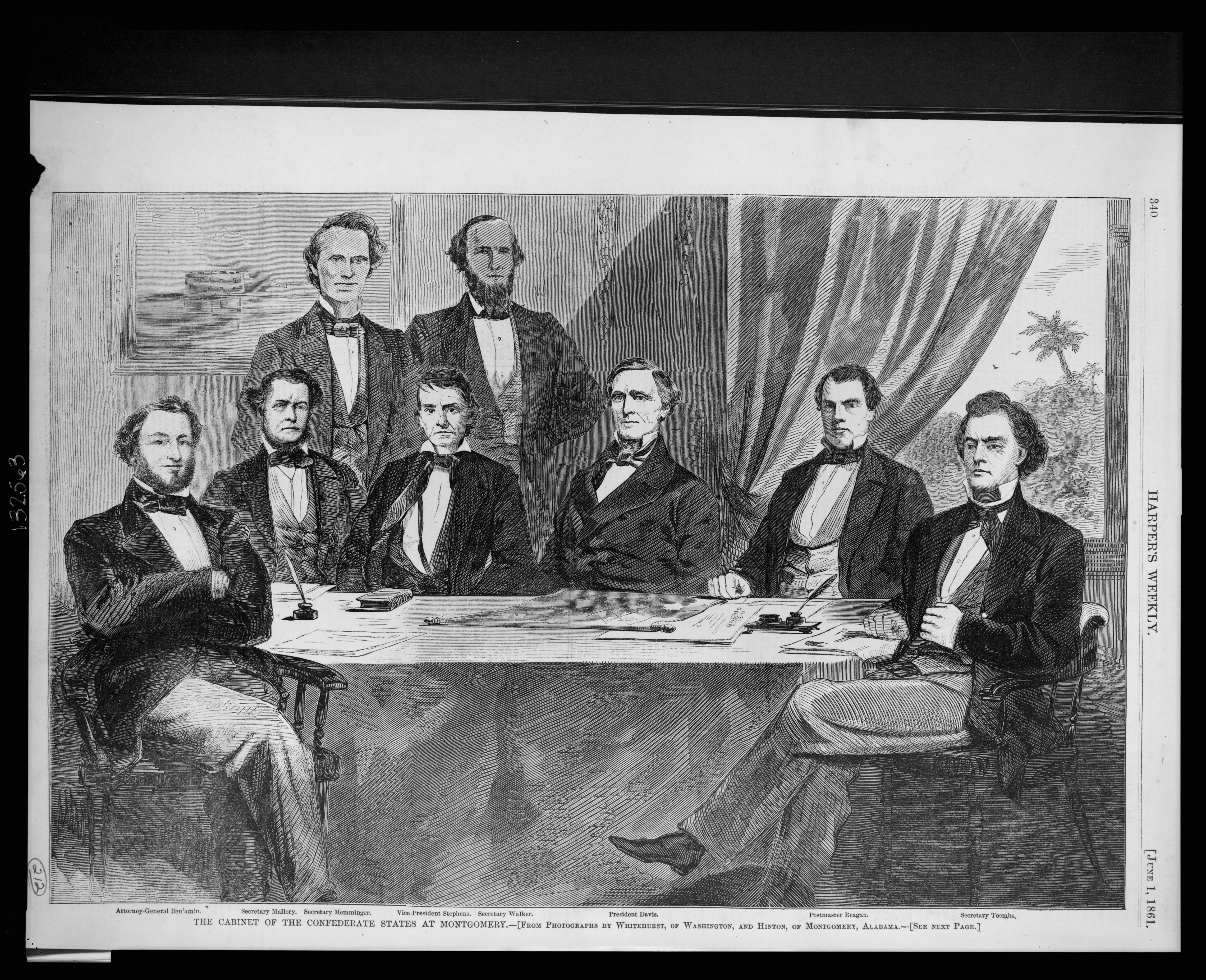
Gabinete de Davis en 1861, Montgomery, Alabama.

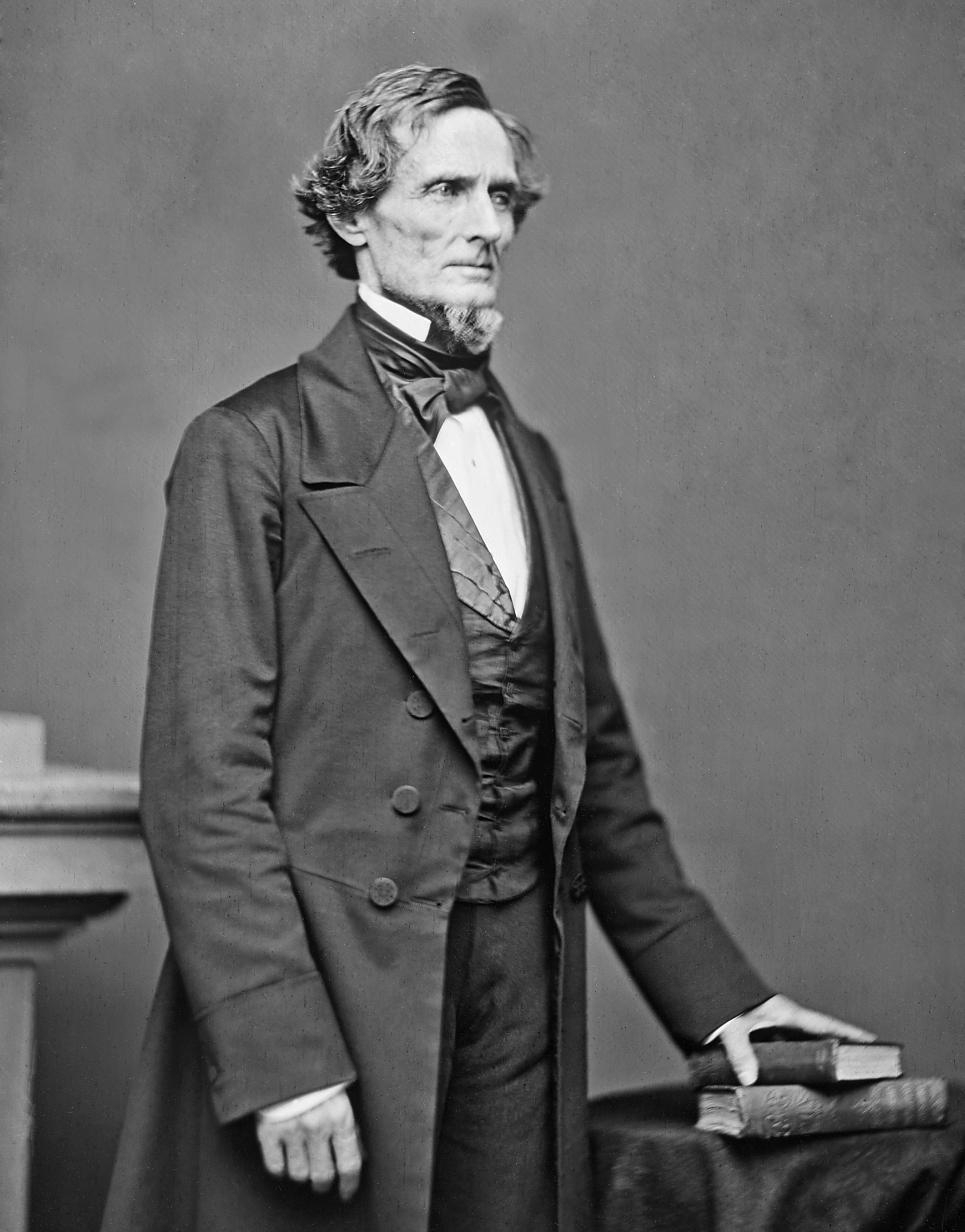
El presidente de la Confederación Jefferson Davis.

El análisis de la Constitución de los Estados Confederados revela mucho sobre las motivaciones para la escisión de la Unión. Aunque gran parte de ella fue copiada exactamente de la Constitución de los Estados Unidos, contenía varias protecciones que de forma explícita garantizaban la permanencia de la esclavitud, aunque el comercio internacional de esclavos fue prohibido. También reflejó una fuerte filosofía sobre la preservación de los derechos de los estados a gobernarse, acotando el poder del Gobierno central. Se prohibió que el Gobierno confederado estableciera tarifas proteccionistas internas y que usaran los impuestos recaudados para financiar obras públicas. En contraposición del lenguaje secular de la Constitución de los Estados Unidos, la constitución confederada pedía abiertamente la bendición de Dios, en ella se puede leer Invoking the favor of Almighty God («Invocando el favor de Dios todopoderoso»).

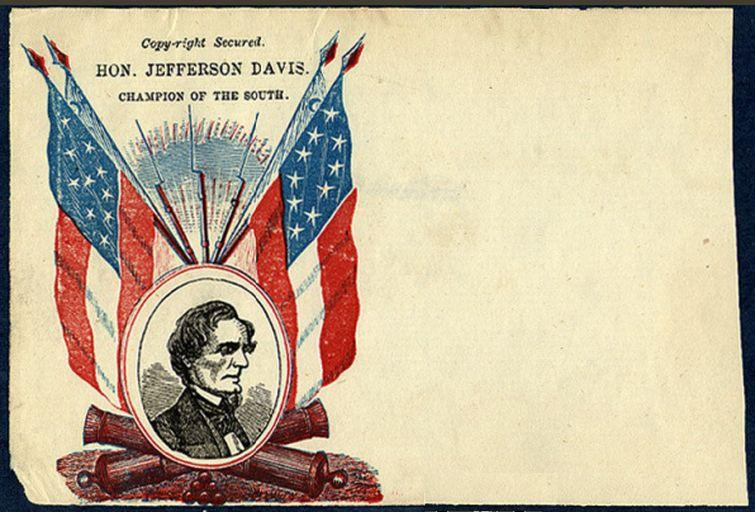
Una postal patriótica del sur.

La Constitución de los Estados Unidos no incluyó de forma específica una disposición que permitiera a los estados separarse. Aunque el preámbulo dice que cada estado «actúa con su carácter soberano e independiente», también habla de la formación de un «gobierno federal permanente».
Los líderes sureños se reunieron en Montgomery, Alabama, para escribir su Constitución, que fue aprobada el 11 de marzo de 1861 y permaneció con efecto hasta 1865. Establecieron que el presidente de los Estados Confederados de América debía ser elegido para un mandato de seis años, pero no podía presentarse a una reelección (aunque el único presidente fue Jefferson Davis ya que la Confederación fue derrotada antes de que terminara su mandato).
Un único poder era otorgado al presidente, la capacidad de ejercer el veto a leyes, si bien esta posibilidad también era compartida por algunos Gobernadores en sus estados. El Congreso Confederado podía derribar el veto, que podía ser a una ley en general o a algunos de sus artículos, con una mayoría de al menos dos tercios y a semejanza del Congreso de los Estados Unidos. Por otro lado, las aprobaciones de leyes no solicitadas de forma específica por el poder ejecutivo requerían para ser aprobadas por dos tercios de votos de ambas cámaras del Congreso (Senado y Cámara de Representantes).
La impresión de papel moneda y sellos fue autorizada y puesta en circulación, aunque fue realizada por los estados de forma individual en nombre de la Confederación. El Gobierno consideró realizar una emisión de monedas, pero la carencia de lingotes frustró los planes al respecto.

### Líderes políticos

#### Ejecutivo
| Cargo                         | Nombre                | Periodo   |
| ----------------------------- | --------------------- | --------- |
| Presidente                    | Jefferson Davis       | 1861-1865 |
| Vicepresidente                | Alexander Stephens    | 1861-1865 |
| Secretario de Estado          | Robert Toombs         | 1861      |
|                               | Robert M.T. Hunter    | 1861-1862 |
|                               | Judah P. Benjamin     | 1862-1865 |
| Secretario del Tesoro         | Christopher Memminger | 1861-1864 |
|                               | George Trenholm       | 1864-1865 |
|                               | John H. Reagan        | 1865      |
| Secretario de Guerra          | Leroy Pope Walker     | 1861      |
|                               | Judah P. Benjamin     | 1861-1862 |
|                               | George W. Randolph    | 1862      |
|                               | James Seddon          | 1862-1865 |
|                               | John C. Breckinridge  | 1865      |
| Secretario de la Armada       | Stephen Mallory       | 1861-1865 |
| Presidente postal             | John H. Reagan        | 1861-1865 |
| Presidente del Poder Judicial | Judah P. Benjamin     | 1861      |
|                               | Thomas Bragg          | 1861-1862 |
|                               | Thomas H. Watts       | 1862-1863 |
|                               | George Davis          | 1864-1865 |

#### Legislativo

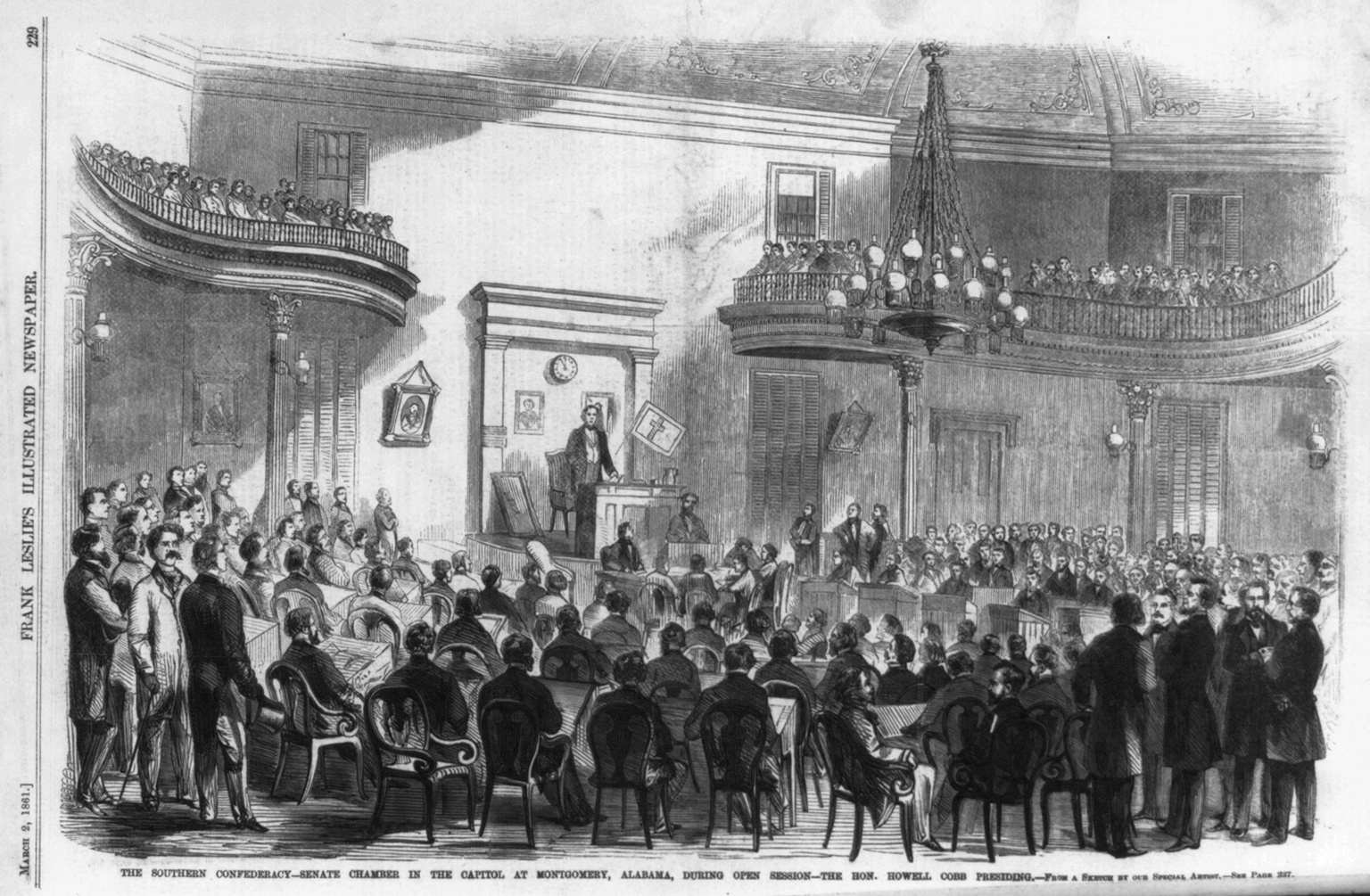
Congreso confederado provisional, en Montgomery, Alabama.

El poder legislativo de los Estados Confederados de América estaba centralizado con el Congreso. Al igual que el Congreso de los Estados Unidos, el Congreso Confederado constaba de dos cámaras: el Senado, que se componía por la elección directa de cada legislativo estatal de dos senadores, y la Cámara de Representantes, que se componía por la elección por sufragio por los residentes de cada uno de los estados.
Para afrontar su primer año de vida, el Congreso confederado se estableció provisionalmente con un formato unicameral. La presidencia de la cámara recayó sobre Howell Cobb Sr. del estado de Georgia, entre el 4 de febrero de 1861 y el 17 de febrero de 1862.
El Congreso Confederado tuvo la siguiente representación de las tribus indígenas de la región:
- Elias Cornelius Boudinot, entre 1862 y 1865 y por parte de la tribu Cheroqui.
- Burton Allen Titular, entre 1864 y 1865 y por parte de la tribu Chickasaw.
- Robert McDonald Jones, entre 1863 y 1865 y por parte de la tribu Choctaw.

#### Judicial
El poder judicial de la Confederación fue esbozado en la Constitución, pero como consecuencia de la guerra el Tribunal Supremo de los Estados Confederados nunca fue instituido. De forma general, los tribunales estatales y locales seguían funcionando como lo habían hecho hasta el momento, simplemente realizaban un reconocimiento de los Estados Confederados de América como gobierno nacional, en lugar de reconocer a los Estados Unidos de América. Algunos tribunales de distrito en la zona confederada, sin embargo, hacían reconocimientos a los estados individuales. Esto ocurrió en tribunales en los estados de Carolina del Sur, Arkansas, Alabama, Florida, Georgia, Luisiana, Carolina del Norte, Tennessee, Tejas y Virginia, y posiblemente en alguno más. Al final de la guerra, los tribunales de distrito recuperaron la jurisprudencia de los EE. UU.

### Libertades civiles
La Confederación utilizó de forma activa al ejército para arrestar a las personas sospechosas de ser leales a los Estados Unidos de América. El historiador Mark Neely en sus investigaciones encontró hasta 2700 nombres de personas que fueron arrestados y estimó que la lista completa era mucho más larga. La proporción de arrestados es similar al de los arrestados en territorio federal por ser sospechosos de colaborar con los confederados. Neely concluye:

Los ciudadanos confederados no fueron mucho más libres que los ciudadanos de la Unión, y quizás, no tenían menos probabilidades de ser arrestados por las autoridades militares. De hecho, el ciudadano confederado pudo ser menos libre que sus contrapartes norteñas. Por ejemplo, la libertad de viajar dentro de los propios Estados Confederados fue limitada seriamente por el sistema de transporte doméstico. (Nelly 11, 16)

### Capital
La capital de los Estados Confederados de América fue Montgomery (Alabama), a partir del 4 de febrero de 1861, y hasta el 29 de mayo de 1861. Richmond (Virginia), fue nombrada la nueva capital el 6 de mayo de 1861. Poco antes del final de la guerra, el gobierno confederado evacuó Richmond, con la intención de volver a localizar la capital más hacia el sur. Pero estos planes no se llevaron a cabo, ya que Lee se rendía en el Palacio de Justicia de Appomattox. Danville (Virginia) servía como efímera capital de los últimos días de la Confederación, entre el 3 y el 10 de abril de 1865.

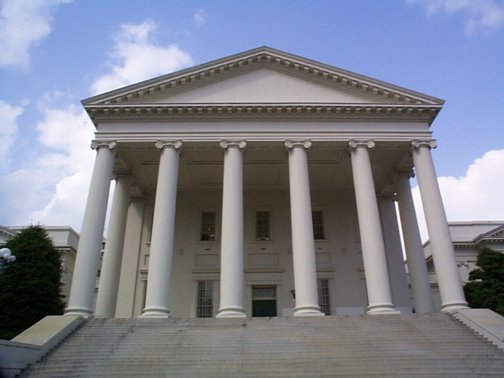
El Capitolio de Virginia sirvió como edificio del Capitolio de los Estados Confederados.

### Diplomacia internacional
Una vez comenzada la guerra con los Estados Unidos, las posibilidades de supervivencia de la Confederación pasaban por el apoyo e intervención militar de Francia y el Reino Unido de Gran Bretaña e Irlanda.
Los Estados Unidos de América tuvieron esta posibilidad bastante clara, y manifestaron que el reconocimiento de la Confederación significaría entrar en guerra con ellos también. También amenazaron respecto al abastecimiento del Reino Unido de alimentos a la Confederación. Los confederados pensaban que el Reino Unido les apoyaría para obtener algodón, incluso utilizaban una frase hecha que pregonaban cuya traducción es «el algodón es el rey». Más tarde se demostraría que estaban equivocados, pues los comerciantes británicos en 1861 tenían grandes almacenes de algodón y también podían obtener más algodón de los cultivos de India y Egipto, mientras que el suministro de alimentos en Gran Bretaña dependía mucho más del trigo y cebada que eran importados de Estados Unidos.
Durante su existencia, el gobierno confederado envió repetidas delegaciones a Europa, pero los historiadores no conceden a estos representantes el que consiguieran muchos logros diplomáticos de importancia. James M. Mason fue enviado a Londres como ministro confederado ante la reina Victoria, y John Slidell a París como ministro ante Napoleón III. Ambos podían tener reuniones privadas con los altos funcionarios británicos y franceses, pero no consiguieron un reconocimiento oficial para la Confederación, siendo que las grandes potencias europeas apenas admitieron como "parte beligerante" al bando confederado, rehusando suministrar armamento o iniciar relaciones económicas a gran escala.
Gran Bretaña y los Estados Unidos estuvieron a punto de entrar en guerra durante el asunto de Trent a finales de 1861. Un buque de guerra estadounidense apresó de forma ilegal a los delegados confederados Mason y Slidell que se encontraban en una nave británica. El príncipe Alberto, marido de la reina Victoria, ayudó a calmar la situación, y Lincoln liberó a Mason y Slidell. Así que finalmente este suceso no fue de mucha ayuda para los intereses confederados.
Durante unos cuantos años y mientras transcurría la guerra de Secesión, el secretario de Asuntos Exteriores Británico Lord Russel y Napoleón III, y en menor medida el primer ministro Británico Lord Palmerston, barajaron la posibilidad de otorgar el reconocimiento oficial de la Confederación, o cuando menos ofrecer la posibilidad de ser mediadores en el conflicto. Pero se percataron que este reconocimiento significaría muchas consecuencias graves y pocas ventajas. Supondría entrar en hostilidades con los Estados Unidos, perder toda posibilidad de comprar el grano que este exportaba, la pérdida de los beneficios derivados de las exportaciones que hacían a los EE. UU., la pérdida de los enormes fondos de seguridad que tenían en Estados Unidos, entrar en una posible guerra en Canadá y otras colonias en Norteamérica, se perderían muchas vidas, supondría una amenaza constante para la marina mercante británica, además de tener que subir los impuestos a sus ciudadanos para mantener estos posibles conflictos. Todo esto a cambio de la posibilidad de obtener mayor cantidad de algodón, el cual además podría conseguirse a menos costo en otros países. Muchos líderes de partidos políticos británicos y la población en general no deseaban una guerra con tan altos costes y tan escasos beneficios.
Las mayores posibilidades de que se produjera el reconocimiento oficial de la Confederación por parte del Reino Unido se dieron tras la Segunda Batalla de Manassas, cuando el gobierno británico se preparó para mediar en el conflicto, pero la victoria de los federales en la batalla de Antietam y la proclamación de emancipación de Lincoln, junto con la oposición interna, causó que el gobierno de Gran Bretaña se mantuviera apartado del conflicto; de hecho resultaba inviable un reconocimiento diplomático de la esclavista Confederación en Europa cuando los británicos y franceses habían abogado por la emancipación de los esclavos negros durante tanto tiempo.
En noviembre de 1863, el diplomático confederado A. Dudley Mann se reunió con el papa Pío IX, tras la cual la Confederación recibió una carta con el tratamiento «Al ilustre y honorable Jefferson Davis, presidente de los Estados Confederados de América». Mann quiso interpretar en este encabezamiento de la misiva un «reconocimiento positivo de nuestro gobierno», y asemejarlo a un reconocimiento de facto de los Estados Confederados de América. El secretario de Estado de los confederados, Judah P. Benjamin, sin embargo, interpreta esta carta como «un mero reconocimiento referencial, no relacionado con la cuestión política, ni con el establecimiento regular de relaciones diplomáticas» y así no se le atribuyó la importancia de un reconocimiento formal. Por el tiempo que quedaba de guerra, los comisionados confederados continuaron reuniéndose con el cardenal Antonelli, secretario de Estado de la Santa Sede. En 1864 el obispo católico de Charleston Patrick N. Lynch viajó a Roma con la autorización de Jefferson Davis para representar a la Confederación, pero en Roma tampoco se emitió algún reconocimiento oficial a la Confederación, ni sus enviados fueron recibidos como diplomáticos.
Ningún país designó oficialmente a diplomáticos en la Confederación, pero varios mantuvieron sus cónsules en el sur que habían sido designados antes de que comenzaran las escisiones y la posterior guerra, como sucedió especialmente en el activo puerto comercial de Nueva Orleans. En 1861, Ernst Raven solicitó su aprobación como cónsul en los Estados Confederados de América por el ducado de Sajonia-Coburgo-Gotha, pero él era ciudadano de Texas y no había evidencias de que los dirigentes de Sajonia supieran de la existencia de esta solicitud. 
En 1863, el presidente Jefferson Davis expulsó a todos los cónsules extranjeros (todos eran británicos y franceses) por negarse a promocionar el combate contra los EE. UU, lo cual fue especialmente censurado por el emperador francés Napoleón III, quien rehusó seguir recibiendo enviados confederados siquiera a título de ciudadanos particulares. La mayoría de las potencias europeas adoptaron una política de neutralidad, reuniéndose de modo informal con los diplomáticos confederados pero negando cualquier reconocimiento formal. Ningún país envió nunca un embajador o una delegación de funcionarios a Richmond; sin embargo, aplicaron los principios de derecho internacional para reconocer a la Unión y la Confederación como bandos beligerantes en la guerra. Canadá permitió que representantes de la Confederación y de la Unión trabajaran libremente dentro de sus fronteras, y todos los Gobiernos de estados del Norte de México negociaron acuerdos locales para cubrir las necesidades de comercio con la frontera de Texas, incluso Santiago Vidaurri, gobernador de Nuevo León quería que los estados norteños se unieran a la Confederación, pero Jefferson Davis se negó, pero siguió intercambiando productos y armas. Del mismo modo las autoridades coloniales de España admitieron barcos de la Confederación comerciando en la isla de Cuba y Puerto Rico, pero sin recibir enviados confederados de tipo diplomático en tales territorios.

### El fracaso de los derechos de los estados para su autogobierno

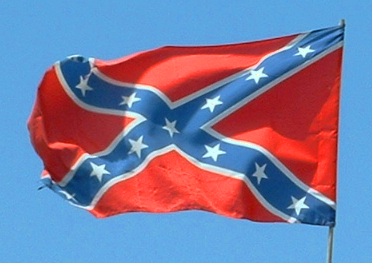
Bandera de la armada confederada. Debido a su popularidad, durante el, se la asocia como la bandera de los Estados Confederados.

El historiador Frank Lawrence Owsley argumentó que la Confederación «murió por la ambición de poderes políticos de autonomía de los diferentes estados». De acuerdo con Owsley, los poderes legislativos de los estados del Sur y sus Gobernadores, de fuertes convicciones, rechazaron ceder al Gobierno nacional los soldados y recursos necesarios para ganar la guerra porque temían que Richmond les usurpara a los distintos estados la capacidad de gobernarse.
El gobernador de Georgia, Joseph Brown sospechaba que Jefferson Davis era un conspirador con la intención de eliminar poder y libertad de autonomía a los estados que formaban la confederación. Brown declaró: «casi cada acto que se hace para despojarnos de poder, está concebido de mala fe, elaborado y afianzado en una sesión secreta».

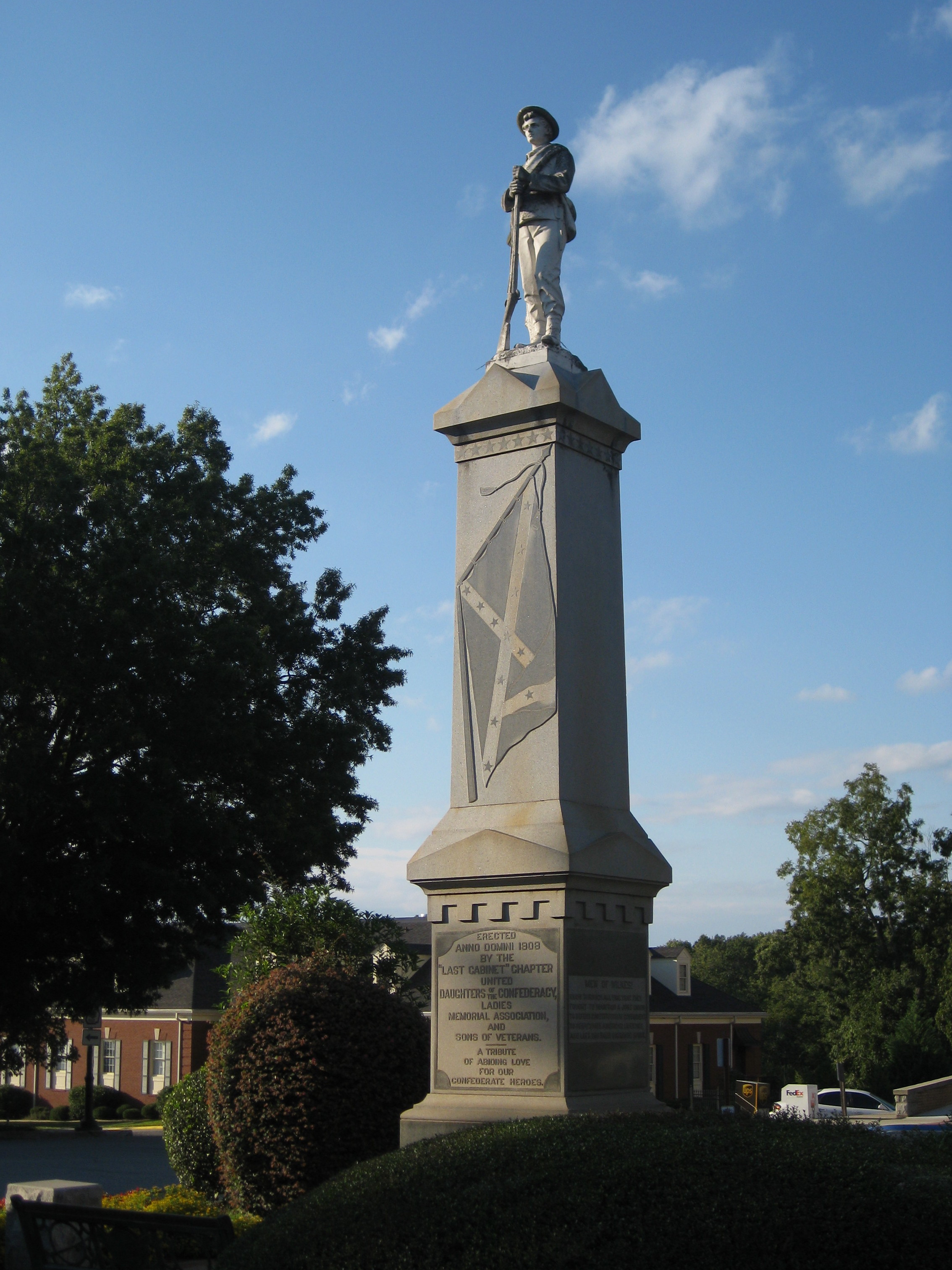
Monumento confederado en Washington, Georgia.

En 1863 el gobernador de Texas, Pendleton Murrah, insistía en que las tropas de Texas eran necesarias para su autodefensa, para protegerse de ataques de indios o de un posible intento de invasión por parte de la Unión. Rechazó, por tanto, enviarlas al Este como les pidió el gobierno confederado.
Zebulon Vance, gobernador de Carolina del Norte, era notoriamente hostil a Davis y a sus exigencias. La oposición al reclutamiento en Carolina del Norte fue muy intensa y el resultado de tropas reclutadas fue desastroso. La fuerte creencia de Vance en los derechos políticos de autogobierno de los estados lo condujo a ejercer una obstinada oposición al gobierno confederado.
El vicepresidente Stephens se opuso públicamente al presidente Davis, declarando que cualquier forma de satisfacer sus exigencias solamente debilitaría a la Confederación, y él por tanto no tenía otra opción sino enfrentarse públicamente con la administración confederada y con su presidente. Stephens acusó a Davis de permitir realizar «detenciones arbitrarias» y de eliminar la estructura estatal, y que esto le «confirió más poder que el parlamento inglés había otorgado a su rey». También agregó que Davis intervino para eliminar las reuniones de paz en Carolina del Norte y «colocó un bozal a algunos periodistas», especialmente al periódico contrario a la guerra Raleigh Standard, con la intención de controlar las elecciones de ese estado.
Haciéndose eco de Patrick Henry cuando dijo «dame libertad o dame muerte», Stephens alertó a los sureños de que nunca debían ver la libertad como un derecho «subordinado a la independencia», porque el grito de «independencia primero y libertad después» terminaría finalmente en una «desilusión fatal». El historiador George Rable concluye que «para Stephens, la esencia del patriotismo, el corazón de la causa confederada, se sostenía sobre un compromiso inflexible a la derecha tradicional. En su visión idealista de la política, las necesidades militares, el pragmatismo, y el compromiso no significaron nada».
La supervivencia de la Confederación dependía en gran medida de tener una fuerte base de civiles comprometidos y soldados empeñados en la victoria. Los soldados se desenvolvieron bien, aunque se produjo un notable aumento de desertores en el último año de la guerra. Los civiles, aunque se mostraron muy entusiastas en 1861 y 1862, parecían haber perdido la esperanza en el futuro de la nación antes de 1864, y a cambio se dedicaron a proteger sus propios hogares y comunidades. Como Rable explica, «como la confederación se contrajo, los ciudadanos sensibilizados con la causa se limitaron fundamentalmente a sus propios estados y comunidades. Esta contracción de la visión civil representó un retroceso en el libertarismo de los estados y una desilusión cada vez más extensa hacia el experimento confederado».

## Relaciones con los Estados Unidos
Durante los cuatro años de existencia, los Estados Confederados de América quisieron demostrar su independencia designando decenas de representantes diplomáticos en el exterior. El Gobierno de los Estados Unidos de América, por el contrario, afirmaba que los estados del Sur eran solamente regiones que se habían declarado en rebeldía y les negaba cualquier reconocimiento formal como país. De esta forma, el secretario de Estado de los Estados Unidos, William H. Seward envió instrucciones formales a Charles Francis Adams, nuevo ministro plenipotenciario en el Reino Unido:

No permita ninguna expresión severa o irrespetuosa, o incluso preocupada, referente a los estados escindidos, sus representantes, o su gente. Por el contrario, recuerde constantemente que esos estados son ahora, pues han sido siempre hasta ahora y, a pesar de su temporal autoengaño, deberán continuar siendo siempre, iguales y honrados miembros de la Unión Federal, y que sus ciudadanos a través de todos los malentendidos y enajenaciones políticas, siguen siendo y siempre seguirán siendo nuestros parientes y compatriotas.

Sin embargo, si los británicos pareciesen inclinados a reconocer la Confederación, o dudar en este respecto, debían ser advertidos de forma directa y explícita:

(Si Reino Unido) se inclinara a tolerar el reconocimiento de los llamados estados escindidos, o tuviera indicios de duda, no dejará que supongan ni por un momento que pueden realizar este reconocimiento y seguir siendo aliados de los Estados Unidos. Puede incluso asegurarles de forma inmediata, en ese caso, si se determinan a realizar el reconocimiento, que se pueden preparar, de la misma forma, a entrar en alianza con los enemigos de nuestra república.

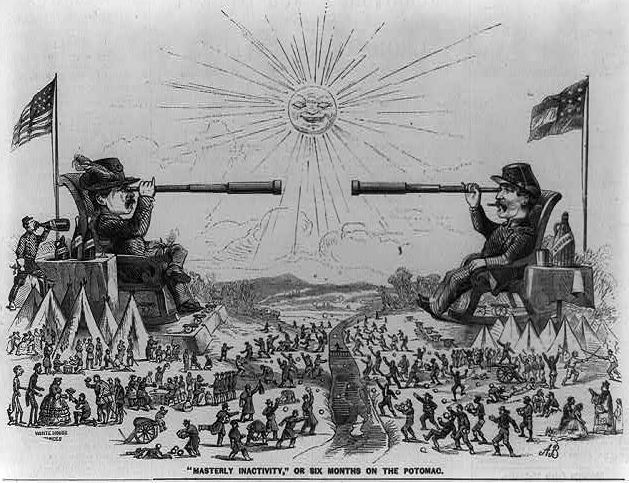
Imagen satírica sobre los ejércitos unionista y confederado, sobre su inactividad en el río Potomac, entre el verano de 1861 y el invierno de 1862.

El Congreso Confederado respondió a las hostilidades declarando formalmente la guerra a los Estados Unidos en mayo de 1861, llamándola «la Guerra entre los Estados Confederados de América y los Estados Unidos de América». El gobierno de la Unión nunca declaró formalmente la guerra pero justificó su entrada en las batallas como actos de bloqueo y contención de acciones de rebelión. Las negociaciones que se produjeron a mediados de la guerra se establecieron sin reconocimiento político formal, aunque sí se reconocieron relaciones militares.
Cuatro años después de la guerra, en 1869, la Corte Suprema de los Estados Unidos declaró inconstitucional, y legalmente nulo, el decreto de secesión de Texas. La opinión de la corte fue presentada por el presidente del tribunal Salmon P. Chase. Jefferson Davis, presidente de la ya extinta Confederación, y Alexander Stephens, vicepresidente, apuntaron argumentos a favor de la legalidad de la secesión, de forma notable en la obra de Davis The Rise and Fall of the Confederate Government (El ascenso y caída del gobierno confederado).

## Banderas confederadas

Primera bandera nacional «Barras y estrellas»  (marzo-mayo de 1861)
«Barras y estrellas» (mayo-julio de 1861)
«Barras y estrellas» (julio-noviembre de 1861)
«Barras y estrellas» (noviembre de 1861-1863)
Segunda bandera nacional «Bandera impoluta» (1863-1865)
Tercera bandera nacional «Bandera manchada de sangre» (4 de marzo de 1865)
Bandera naval de la Confederación (1861-1863)
Bandera naval de la Confederación (1863-1865)
Bandera de batalla «Cruz sureña»

La bandera oficial de los Estados Confederados de América, conocida como «Barras y estrellas», tiene siete estrellas, una por cada uno de los siete estados que inicialmente formaron la Confederación. Esta bandera en ocasiones y bajo condiciones de batalla era difícil de diferenciar de la bandera de la Unión, así que la bandera de batalla confederada, la «Cruz sureña», se convirtió en la más usada en las operaciones militares. Dicha bandera es herencia de la bandera imperial española, al igual que las de Alabama y Florida. La «Cruz sureña» tiene trece estrellas, añadiendo cuatro por los estados que se añadieron a la Confederación después de la batalla de Fort Sumter y otras dos por los estados en disputa de Kentucky y Misuri.
Como resultado de su difusión popular a lo largo del siglo XX, la «Cruz sureña» es en la actualidad la bandera más habitualmente asociada con la Confederación. La «Cruz sureña» actual es una bandera con forma cuadrada, mientras que la bandera naval de la Confederación (también usada por el Ejército de Tennessee) tenía una forma rectangular y una tonalidad más clara de azul. Los medios de comunicación suelen representar una amalgama de ambas banderas, tomando la forma rectangular de la bandera naval y la tonalidad azul oscuro de la bandera de batalla «Cruz sureña».

## Geografía
Los Estados Confederados de América tenían un total de 4698 km de costa. Los estados que la conformaban en su gran mayoría tenían salida al mar y poseían costas con arenales. En el interior existían regiones montañosas y en su extremo occidental desiertos. La zona baja del río Misisipi dividía a la Confederación en dos, a la mitad occidental frecuentemente se le llamaba Trans-Misisipi. El punto más alto (excluyendo los Territorios de Arizona y Nuevo México) era el pico Guadalupe en Texas con 2667 metros.

### Clima
Gran parte de los Estados Confederados de América tenían un clima subtropical húmedo con inviernos suaves y largos, con veranos húmedos y calurosos. El clima varía de estepa semiárida a clima desértico árido al oeste, a los 96 grados de longitud, aproximadamente.
Los inviernos suaves junto a los veranos calurosos, propios del clima subtropical, provocaron que afloraran enfermedades infecciosas que acabaron con gran cantidad de soldados confederados.

### Hidrografía
Los ríos de la Confederación eran, de forma general, navegables. Esto permitía un transporte fácil y barato de los productos agrícolas en tiempos de paz. Teniendo en cuenta la proximidad de las grandes plantaciones a los ríos y a los puertos marítimos, el sistema ferroviario fue construido como un medio de locomoción complementaria.
Durante la guerra, la vasta geografía de la región resultó ser un problema para la logística de las tropas federales. Los soldados de la Unión usaban los cuarteles enemigos capturados para protegerse y las líneas de ferrocarril de los territorios recuperados para el transporte. No obstante, la armada de la Unión aprovechaba los ríos navegables, los cuales empezaron a usar desde 1862, haciendo sus labores logísticas más fáciles y complicando de paso las de las tropas confederadas. Después de la caída de Vicksburg en julio de 1863, se hizo imposible para las unidades Confederadas cruzar el Misisipi por estar constantemente patrullada por barcos federales armados con cañones. El Sur, por tanto, perdió el control que ejercía sobre las regiones occidentales.

### Áreas rurales
Los Estados Confederados de América comprendían una zona mayoritariamente rural. Las poblaciones mayores de 1000 habitantes eran escasas y habitualmente los condados tenían una población menor a 500 personas. Las ciudades en territorio confederado eran muy escasas. Nueva Orleans era la única gran ciudad en el sur que se encontraba entre las diez más grandes de los Estados Unidos en el censo de 1860, y la Unión recuperó pronto su control, el 1 de mayo de 1862. Tan solo trece de las ciudades confederadas se encontraban entre las cien principales de los EE. UU. en el mencionado censo. La mayoría de estas ciudades sufrieron el bloqueo de la Unión en sus puertos y se resintieron sus actividades económicas.
La población de Richmond, aumentó muy significativamente su población tras convertirse en capital confederada, llegando a una población estimada de 128 000 habitantes en 1864. Las ciudades más destacadas en población del sur no estuvieron nunca bajo el control efectivo del gobierno confederado. Las mayores ciudades encuadradas en esta área eran Baltimore (Maryland), San Luis (Misuri), Louisville (Kentucky) y Washington D. C., ninguna de ellas bajo control confederado. Tampoco eran controladas de forma efectiva otras ciudades importantes como Wheeling (Virginia Occidental), y Alexandria (Virginia), ocupada por las tropas de la unión el 24 de mayo de 1861.
| Pos. | Ciudad        | Estado             | Población en 1860 | Puesto en el censo de 1860 | Regreso al control de los EE. UU. |
| ---- | ------------- | ------------------ | ----------------- | -------------------------- | --------------------------------- |
| 1    | Nueva Orleans | Luisiana           | 168 675           | 6                          | 1862                              |
| 2    | Charleston    | Carolina del Sur   | 40 522            | 22                         | 1865                              |
| 3    | Richmond      | Virginia           | 37 910            | 25                         | 1865                              |
| 4    | Mobile        | Alabama            | 29 258            | 27                         | 1865                              |
| 5    | Memphis       | Tennessee          | 22 623            | 38                         | 1862                              |
| 6    | Savannah      | Georgia            | 22.292            | 41                         | 1864                              |
| 7    | Petersburg    | Virginia           | 18 266            | 50                         | 1865                              |
| 8    | Nashville     | Tennessee          | 16 988            | 54                         | 1862                              |
| 9    | Norfolk       | Virginia           | 14 620            | 61                         | 1862                              |
| 10   | Augusta       | Georgia            | 12 493            | 77                         | 1865                              |
| 11   | Columbus      | Georgia            | 9621              | 97                         | 1865                              |
| 12   | Atlanta       | Georgia            | 9554              | 99                         | 1864                              |
| 13   | Wilmington    | Carolina del Norte | 9553              | 100                        | 1865                              |

## Economía

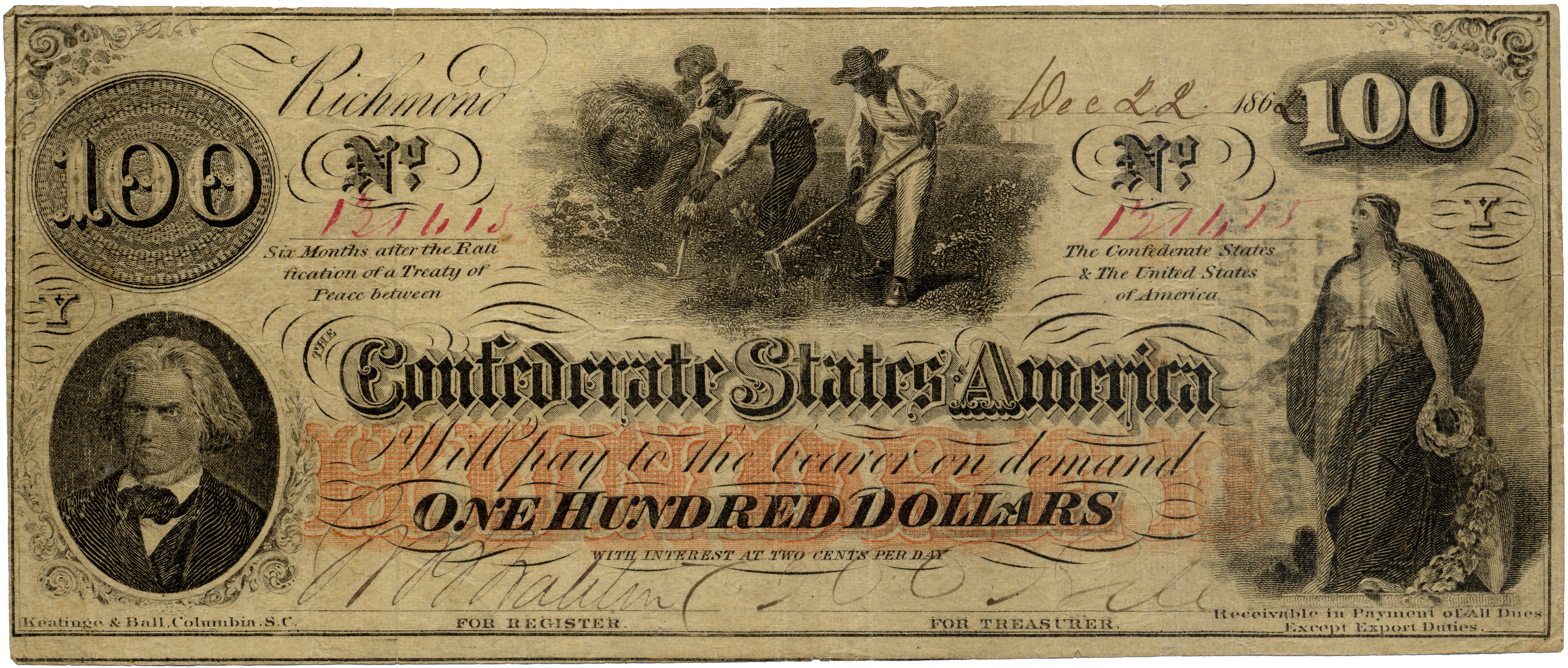
Billete de 100 dólares confederados con fecha del 22 de diciembre de 1862.

La Confederación tenía una economía agraria que exportaba al mercado internacional, era un gran productor de algodón y, en menor medida, tabaco y caña de azúcar. La producción de alimentos era mayoritariamente de grano, cerdos, ganado y hortalizas. Los once estados producían 155 millones de dólares en bienes manufacturados en 1860, principalmente derivados de la molida de grano en molinos locales, madera, tabaco procesado, bienes realizados con algodón y productos destinados al sector naval como la trementina.

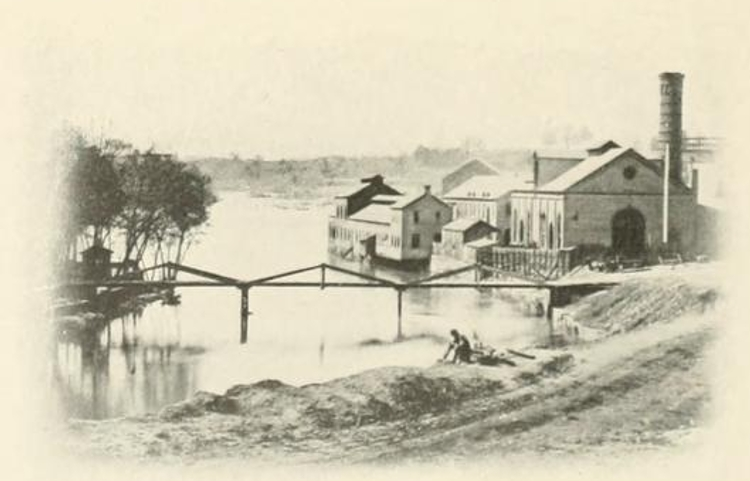
Tredegar Iron Works, fábrica siderúrgica ubicada en Richmond, la fábrica más grande del sur, cambió la producción de locomotoras en 1860 para fabricar armas y municiones.

La Confederación adoptó una baja tarifa proteccionista del 15 %, pero la impuso a todas las importaciones, incluyendo a los Estados Unidos. Esta tarifa en la práctica tuvo muy poca relevancia, los puertos confederados fueron bloqueados al tráfico comercial por la Unión, y muy pocas personas pagaban dicha tasa teniendo en cuenta el contrabando desde los Estados Unidos. El gobierno recaudó alrededor de 3,5 millones de dólares en ingresos aduaneros desde el comienzo de la guerra hasta 1864. La falta de ingresos provocó que la Confederación financiara los recursos para mantener la guerra mediante la emisión de dinero, esto dio lugar a una elevada inflación.

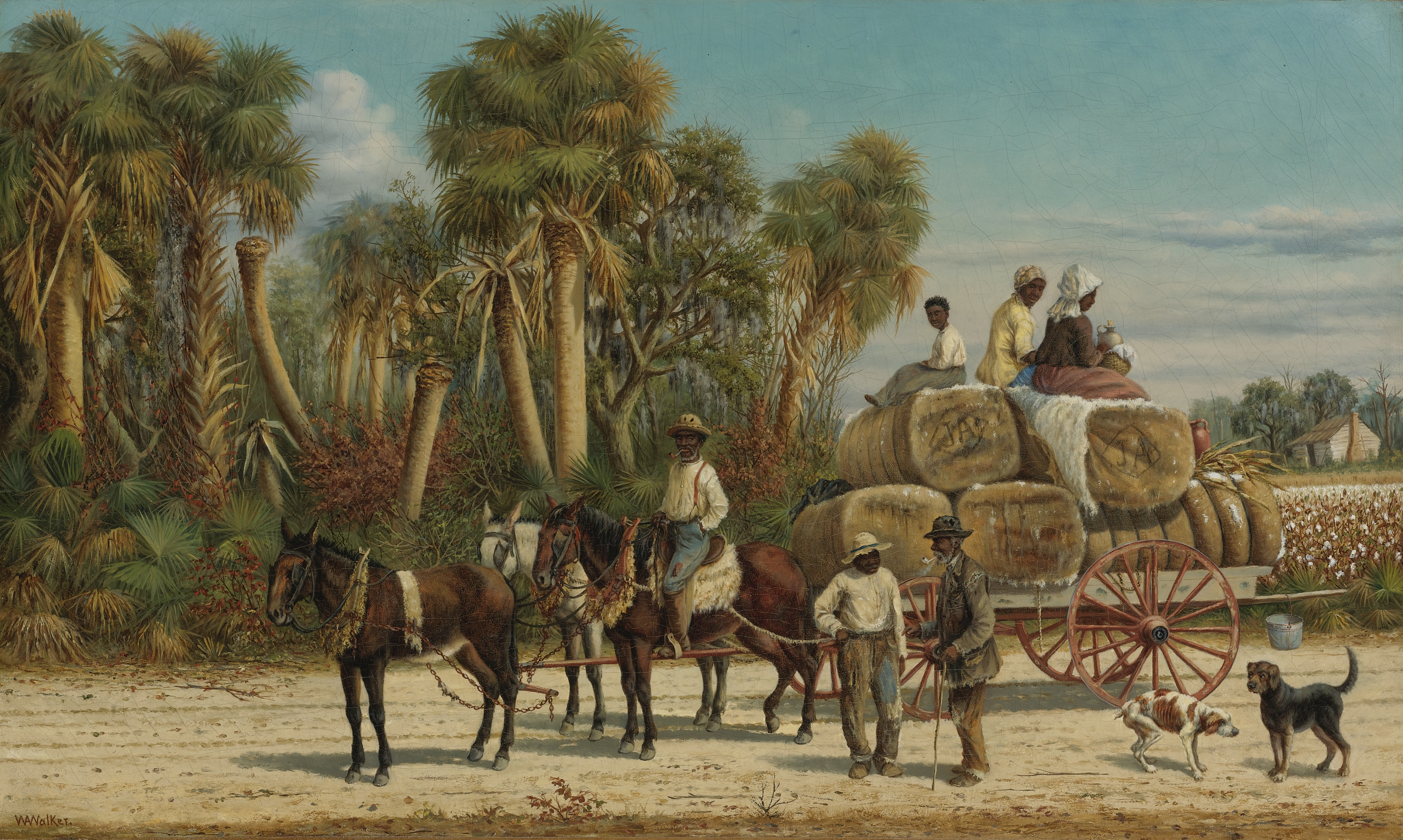
En el tiempo anterior a la guerra, la economía del sur dependía en gran medida de las plantaciones de algodón trabajadas por esclavos.

Si bien los Estados Confederados tenían un poder económico tal que tomados en conjunto representaban el cuarto país más rico del mundo, en 1865, al final de la guerra, la economía sudista estaba devastada.
Las exportaciones de algodón disminuyeron un 95 % debido al bloqueo de los puertos sudistas por la Unión en 1861 (lo que condujo a que este producto doblase su precio en Francia). El Sur tuvo que reestructurarse para consagrarse a la producción alimentaria y a la de municiones. La inflación explotó durante la guerra y llevó a la quiebra a la mayoría de los bancos.

## Fuerzas armadas

### Ejército

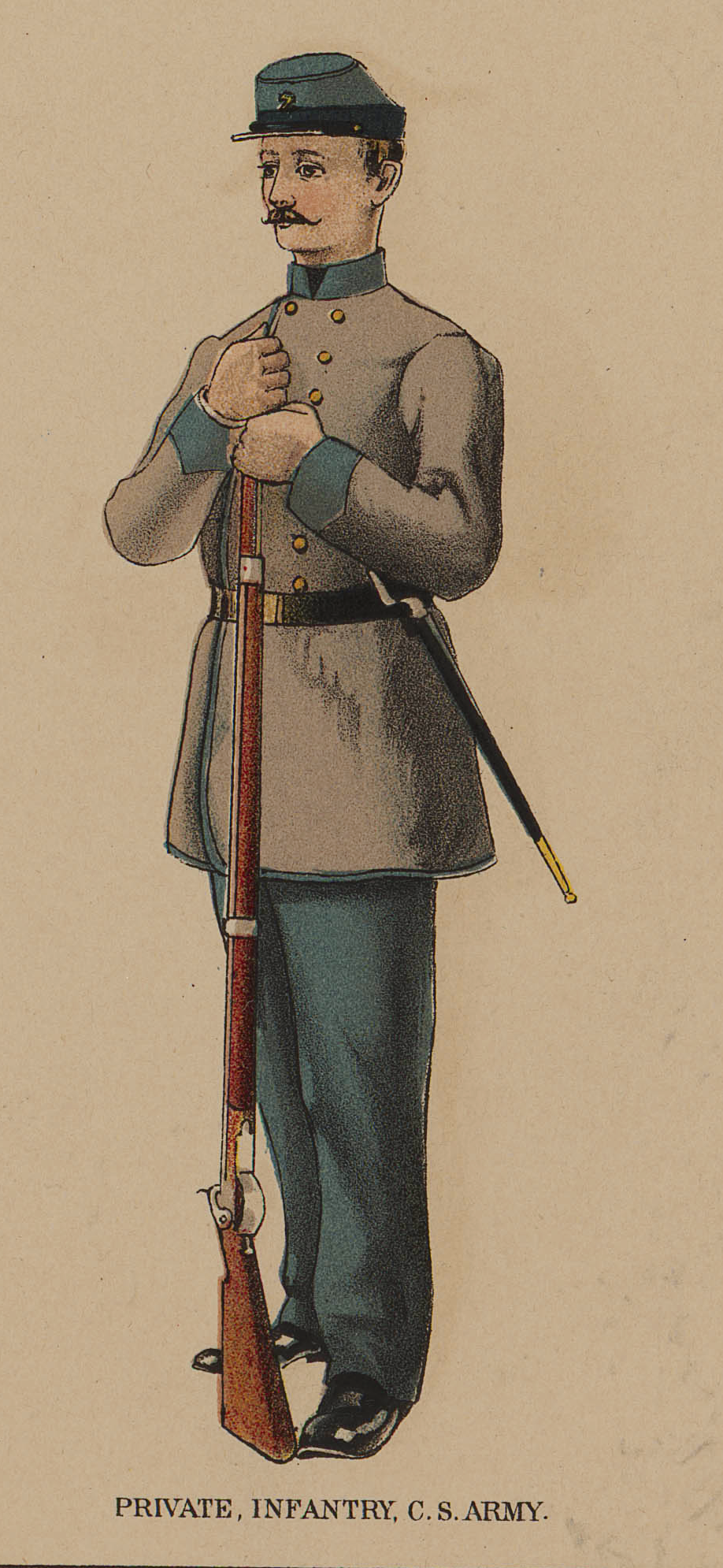
Soldado confederado.

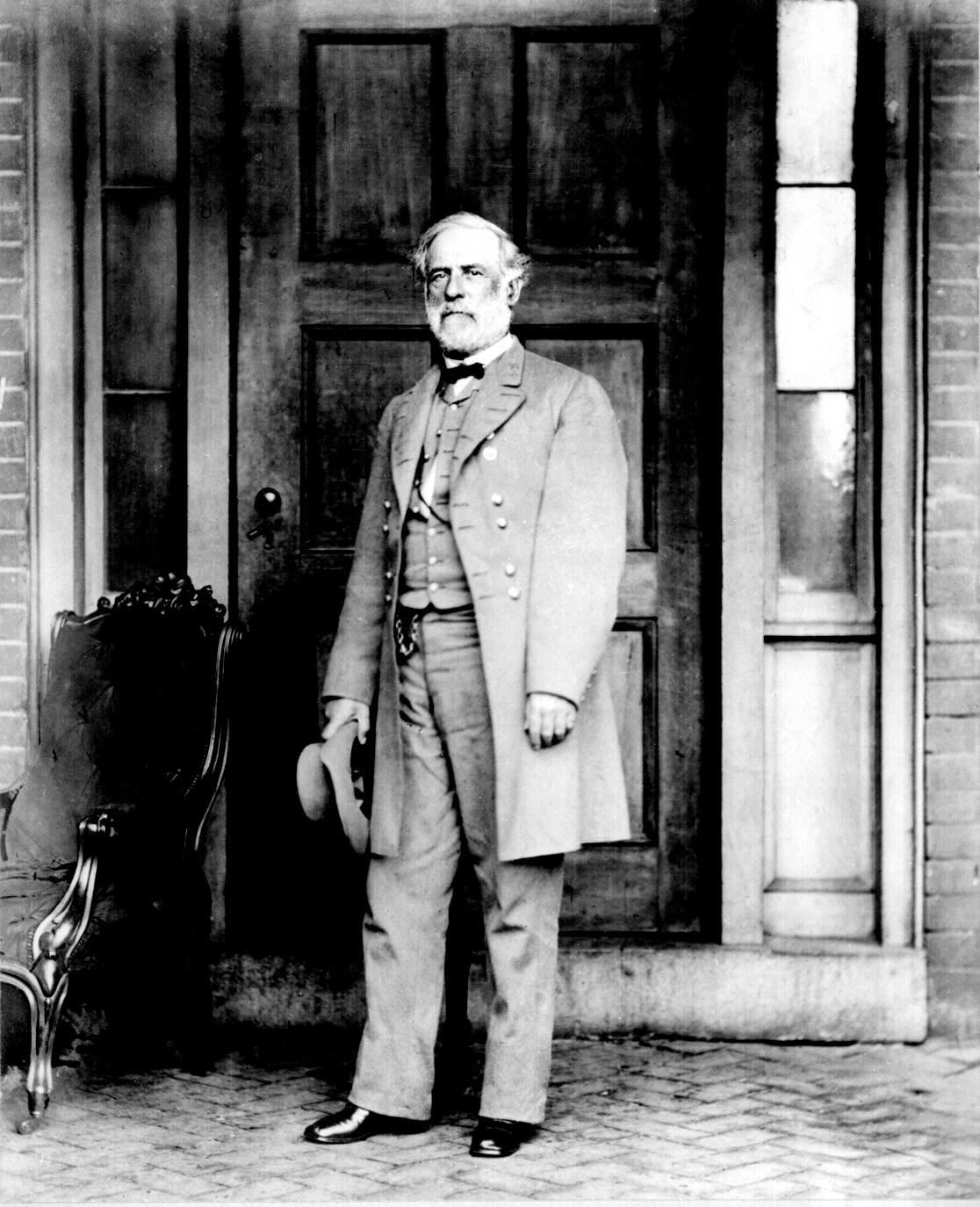
Robert E. Lee, el rostro del ejército confederado.

Entre los dirigentes militares de la Confederación se encontraban muchos veteranos del ejército y de la marina de Estados Unidos que habían renunciado a sus cargos federales para ocupar cargos dirigentes en las fuerzas armadas de la Confederación. Muchos de ellos habían participado en la Guerra México-Estados Unidos (entre los que se encontraban Robert E. Lee y Jefferson Davis), mientras que otros, sin embargo, tenían poca o ninguna experiencia militar (como Leonidas Polk, que había asistido a la academia militar estadounidense de West Point, aunque no se llegó a graduar). El cuerpo de oficiales confederado estaba compuesto en su mayoría por hombres que no eran propietarios de esclavos, aunque existía una parte de estos oficiales que eran jóvenes enviados por familias que si eran propietarias de esclavos. Los Confederados eran nombrados al grado de oficiales de campo y auxiliares a través de elecciones de los alistados a filas. Aunque no se estableció ninguna academia confederada en servicio, muchos colegios del Sur (como el de Citadel y el Instituto Militar de Virginia) adiestraban a los cadetes y se consideraban como campos de entrenamiento y academias de instrucción de líderes militares. Una academia naval logró establecerse en 1863, aunque no logró graduar ningún mando naval antes de la derrota confederada.
El grueso de las filas, y los rangos militares, de las fuerzas armadas de la Confederación estaba compuesto por hombres blancos con un promedio de edad entre los 16 y 28 años. Miles de esclavos servían como obreros, cocineros, exploradores y otras funciones no relacionadas directamente con el combate. La confederación adoptó el servicio militar obligatorio en 1862, aun así las fuerzas armadas confederadas estaban muy mermadas por las bajas, de esta manera los militares sufrieron escasez crónica de efectivos.
Tras producirse inquietud y malestar en el ejército, seguido de cierto grado de agitación, el general Lee reclamaba más efectivos, y los esclavos fueron alistados en nuevas unidades en la primavera de 1865 con la promesa de la emancipación. En realidad, cuando terminó la guerra, se encontraban todavía en su fase de formación, y no llegaron a entrar en batalla de forma efectiva.

### Armada

Sello de la marina confederada.

La Armada de los Estados Confederados (CSN) fue la división naval de los Estados Confederados de América, creada por decreto del Congreso confederado el 21 de febrero de 1861. Fue responsable de las operaciones navales de los confederados durante la guerra de Secesión. Las dos tareas principales de la Armada confederada durante la totalidad de su existencia fue la protección de los puertos y costas de la invasión exterior, y la captura de buques de guerra de la Unión durante la guerra civil estadounidense.
La Marina confederada nunca llegó a igualar en capacidades a la marina de la Unión y su grado de innovación tecnológica, por ejemplo, acorazados, submarinos, torpederos y minas navales. Viendo la desigualdad de fuerzas, el 17 de abril de 1861, el presidente de los Estados Confederados Jefferson Davis puso a la venta patentes de corso y represalia concedidas bajo el sello de los Estados Confederados, contra los buques y los bienes de los Estados Unidos y sus ciudadanos. Los corsarios confederados acosaron a los buques mercantes de la Unión y se hundieron varios buques de guerra, aunque fueron incapaces de aliviar el bloqueo a los puertos del Sur y su economía.

### Líderes militares
A continuación se muestra una tabla que muestra los militares de la Confederación, junto a su estado de nacimiento y con el rango más alto que alcanzaron.
| Nombre                                                                | Estado de nacimiento                        | Rango                                          |
| --------------------------------------------------------------------- | ------------------------------------------- | ---------------------------------------------- |
| Robert E. Lee                                                         | Virginia                                    | General y comandante en jefe                   |
| Albert Sidney Johnston                                                | Kentucky                                    | General                                        |
| Joseph E. Johnston                                                    | Virginia                                    | General                                        |
| Braxton Bragg                                                         | Carolina del Norte                          | General                                        |
| P.G.T. Beauregard                                                     | Luisiana                                    | General                                        |
| Richard Stoddert Ewell                                                | Virginia                                    | Teniente general                               |
| Samuel Cooper                                                         | Nueva York                                  | General, primer comandante en jefe             |
| James Longstreet                                                      | Carolina del Sur                            | Teniente general                               |
| Thomas Jonathan Jackson (apodado "Muro de piedra")                    | Virginia                                    | Teniente general                               |
| John Hunt Morgan                                                      | Kentucky                                    | General de brigada                             |
| A. P. Hill                                                            | Virginia                                    | Teniente general                               |
| John Bell Hood                                                        | Texas                                       | Teniente general                               |
| Wade Hampton III                                                      | Texas                                       | Teniente general                               |
| Nathan Bedford Forrest                                                | Tennessee                                   | Teniente general                               |
| John Singleton Mosby (apodado "El fantasma gris de la Confederación") | Virginia                                    | Coronel                                        |
| J.E.B. Stuart                                                         | Virginia                                    | General de división                            |
| Edward Porter Alexander                                               | Georgia                                     | General de brigada                             |
| Franklin Buchanan                                                     | Maryland                                    | Almirante                                      |
| Raphael Semmes                                                        | Maryland                                    | Almirante                                      |
| Josiah Tattnall                                                       | Georgia                                     | Comodoro                                       |
| Stand Watie                                                           | Territorio Indio, en la actualidad Oklahoma | General de brigada (fue el último en rendirse) |
| Leonidas Polk                                                         | Carolina del Norte                          | Teniente general                               |
| Sterling Price                                                        | Virginia                                    | General de división                            |
| Jubal Anderson Early                                                  | Virginia                                    | Teniente general                               |
| Richard Taylor (hijo del presidente de los EE. UU. Zachary Taylor)    | Kentucky                                    | Teniente general                               |
| Lloyd J. Beall                                                        | Carolina del Sur                            | Coronel y comandante de marina                 |
| Stephen Ramseur Dodson                                                | Carolina del Norte                          | General de división                            |
| Camille Armand Marie Jules El Príncipe de Polignac                    | Francia                                     | General de división                            |
| John Austin Wharton                                                   | Tennessee                                   | General de división                            |
| Thomas L. Rosser                                                      | Virginia                                    | General de división                            |
| Patrick Cleburne                                                      | Irlanda                                     | General de división                            |

## Fechas significativas
| Estado                                | Bandera            | Ordenanza de secesión   | Integración en la Confederación | Bajo control de la Unión           | Reintegración en la Unión                                                  |
| ------------------------------------- | ------------------ | ----------------------- | ------------------------------- | ---------------------------------- | -------------------------------------------------------------------------- |
| Carolina del Sur                      |                    | 20 de diciembre de 1860 | 8 de febrero de 1861            | 1865                               | 9 de julio de 1868                                                         |
| Misisipi                              |                    | 9 de enero de 1861      | 8 de febrero de 1861            | 1863                               | 23 de febrero de 1870                                                      |
| Florida                               | Bandera de Florida | 10 de enero de 1861     | 8 de febrero de 1861            | 1865                               | 25 de junio de 1868                                                        |
| Alabama                               |                    | 11 de enero de 1861     | 8 de febrero de 1861            | 1865                               | 13 de julio de 1868                                                        |
| Georgia                               |                    | 19 de enero de 1861     | 8 de febrero de 1861            | 1865                               | 1.ª integración, 21 de julio de 1868; 2.ª integración, 15 de julio de 1870 |
| Luisiana                              |                    | 26 de enero de 1861     | 8 de febrero de 1861            | 1863                               | 9 de julio de 1868                                                         |
| Texas                                 |                    | 1 de febrero de 1861    | 2 de marzo de 1861              | 1865                               | 30 de marzo de 1870                                                        |
| Virginia                              |                    | 17 de abril de 1861     | 7 de mayo de 1861               | 1865 (Virginia Occidental en 1861) | 26 de enero de 1870                                                        |
| Arkansas                              |                    | 6 de mayo de 1861       | 18 de mayo de 1861              | 1864                               | 22 de junio de 1868                                                        |
| Carolina del Norte                    |                    | 20 de mayo de 1861      | 21 de mayo de 1861              | 1865                               | 4 de julio de 1868                                                         |
| Tennessee                             |                    | 8 de junio de 1861      | 2 de julio de 1861              | 1863                               | 24 de julio de 1866                                                        |
| Misuri                                |                    | 31 de octubre de 1861   | 28 de noviembre de 1861         | 1861                               | Gobierno Pro-Unión no electo desde 1861                                    |
| Kentucky (Convención de Russellville) |                    | 20 de noviembre de 1861 | 10 de diciembre de 1861         | 1861                               | Gobierno Pro Unión desde 1861                                              |
| Arizona (Gobierno de La Mesilla)      |                    | 6 de marzo de 1861      | 14 de febrero de 1862           | 1862                               | Se convierte en estado en 1912                                             |

### General
- Current, Richard N. (1993). Encyclopedia of the Confederacy.
- Eicher, John H., & Eicher, David J. (2001). Civil War High Commands. Stanford University Press. ISBN 0-8047-3641-3.
- Faust, Patricia L. (198). Historical Times Illustrated Encyclopedia of the Civil War.
- Heidler, David S. (2002). Encyclopedia of the American Civil War: A Political, Social, and Military History. ISBN 0-393-04758-X.
- Wilentz, Sean (2005). The Rise of American Democracy. W.W. Norton & Co. ISBN 0-393-32921-6.
- Woodworth, Steven E. (1996). The American Civil War: A Handbook of Literature and Research.

### Historia económica y social
- Black, Robert C., III (1988). The Railroads of the Confederacy.
- Clinton, Catherine; Silber, Nina (1992). Divided Houses: Gender and the Civil War.
- Dabney, Virginius (1990). Richmond: The Story of a City. Charlottesville: The University of Virginia Press. ISBN 0-8139-1274-1.
- Faust, Drew Gilpin (1996). Mothers of Invention: Women of the Slaveholding South in the American Civil War.
- Faust, Drew Gilpin (1988). The Creation of Confederate Nationalism: Ideology and Identity in the Civil War South.
- Grimsley, Mark (1995). The Hard Hand of War: Union Military Policy toward Southern Civilians, 1861-1865.
- Lentz, Perry Carlton (1970). Our Missing Epic: A Study in the Novels about the American Civil War.
- Massey, Mary Elizabeth (1966). Bonnet Brigades: American Women and the Civil War.
- Massey, Mary Elizabeth (1964). Refugee Life in the Confederacy.
- Rable, George C. (1989). Civil Wars: Women and the Crisis of Southern Nationalism.
- Ramsdell, Charles (1994). Behind the Lines in the Southern Confederacy.
- Roark, James L. (1977). Masters without Slaves: Southern Planters in the Civil War and Reconstruction.
- Rubin, Anne Sarah (2005). A Shattered Nation: The Rise and Fall of the Confederacy, 1861-1868. A cultural study of Confederates' self images.
- Thomas, Emory M. (1992). The Confederacy as a Revolutionary Experience.
- Wiley, Bell Irwin (1975). Confederate Women.
- Wiley, Bell Irwin (1944). The Plain People of the Confederacy.
- Woodward, C. Vann (1981). Mary Chesnut's Civil War.

### Historia política
- Alexander, Thomas B.; Beringer, Richard E. (1972). The Anatomy of the Confederate Congress: A Study of the Influences of Member Characteristics on Legislative Voting Behavior, 1861-1865.
- Boritt, Gabor S. (1992). Why the Confederacy Lost.
- Cooper, William J. (2000). Jefferson Davis, American. (biografía)
- Coulter, E. Merton (1950). The Confederate States of America, 1861-1865.
- Davis, William C. (2003). Look Away! A History of the Confederate States of America. New York: Free Press. ISBN 0-684-86585-8.
- Eaton, Clement (1954). A History of the Southern Confederacy.
- Eckenrode, H. J. (1923). Jefferson Davis: President of the South.
- Gallgher, Gary W. (1999). The Confederate War.
- Neely, Mark E. Jr. (1993). Confederate Bastille: Jefferson Davis and Civil Liberties.
- Gurza Lavalle, Gerardo (2001) Una vecindad efímera. Los Estados Confederados de América y su política exterior hacia México, 1861-1865, México: Instituto Mora. ISBN 970-684-048-6
- Rembert, W. Patrick (1944). Jefferson Davis and His Cabinet.
- Rable, George C. (1994). The Confederate Republic: A Revolution against Politics.
- Roland, Charles P. (1960). The Confederacy.
- Thomas, Emory M. (1979). Confederate Nation: 1861-1865. 1979. (Historia política, económica y social)
- Wakelyn, Jon L. (1977). Biographical Dictionary of the Confederacy. Greenwood Press. ISBN 0-8371-6124-X.
- Williams, William M. (1941). Justice in Grey: A History of the Judicial System of the Confederate States of America.
- Yearns, Wilfred Buck (1960). The Confederate Congress.